# Maciej Szajkowski
Maciej Szajkowski (ur. 1975 w Warszawie) – polski muzyk, dziennikarz, animator kultury.

## Życiorys
Propagator muzyki folkowej i kultury etnicznej. Współzałożyciel i członek licznych zespołów polskiej sceny world music/folk (Kapela ze Wsi Warszawa, R.U.T.A., wcześniej Village Kollektiv, Masala) i punk-rockowych (Antidotum), współpracujący z pismami Gadki z Chatki, Antena Krzyku i Nigdy Więcej. Współzałożyciel oficyny wydawniczej Opensources. Organizator cykli muzycznych w Państwowym Muzeum Etnograficznym: „Muzyka w Muzeum” i „Jedna Europa, Wiele Kultur - Muzyczny Przegląd Stolic Europejskich”. Wiceprezes i współzałożyciel Stowarzyszenia Sztuki Etnicznej „Transetnika”.
Do 2023 stały współpracownik IV Programu Polskiego Radia (prowadził tam pasmo FOLK OFF!). Obecnie jest prowadzącym audycji Folk ONe w Programie I Polskiego Radia.
Wraz z grupą Kapela ze Wsi Warszawa wydał pięć albumów studyjnych oraz płytę z remixami. W 2004 roku po wydaniu albumu Wykorzenienie otrzymał nagrodę BBC Radio 3 Awards for World Music w kategorii Newcomer, po czym wraz z zespołem wyruszył w światową trasę koncertową, która objęła m.in. Stany Zjednoczone i Japonię. Wraz z zespołem wspiera kampanię Muzyka Przeciwko Rasizmowi.
W 2012 roku otrzymał Paszport „Polityki” za 2011 rok w dziedzinie muzyki rozrywkowej za pomysły odświeżające polską tradycję w najlepszy z możliwych sposobów, za wyjątkowe łączenie energii muzycznej i ambicji muzykologicznej oraz za odnalezienie poprzez działania zespołu R.U.T.A. ilustracji współczesnych problemów w historycznych tekstach.. W 2013 roku nominowany do nagród Instytutu Muzyki i Tańca Koryfeusz Muzyki Polskiej w kategorii „Osobowość roku”.

## Galeria

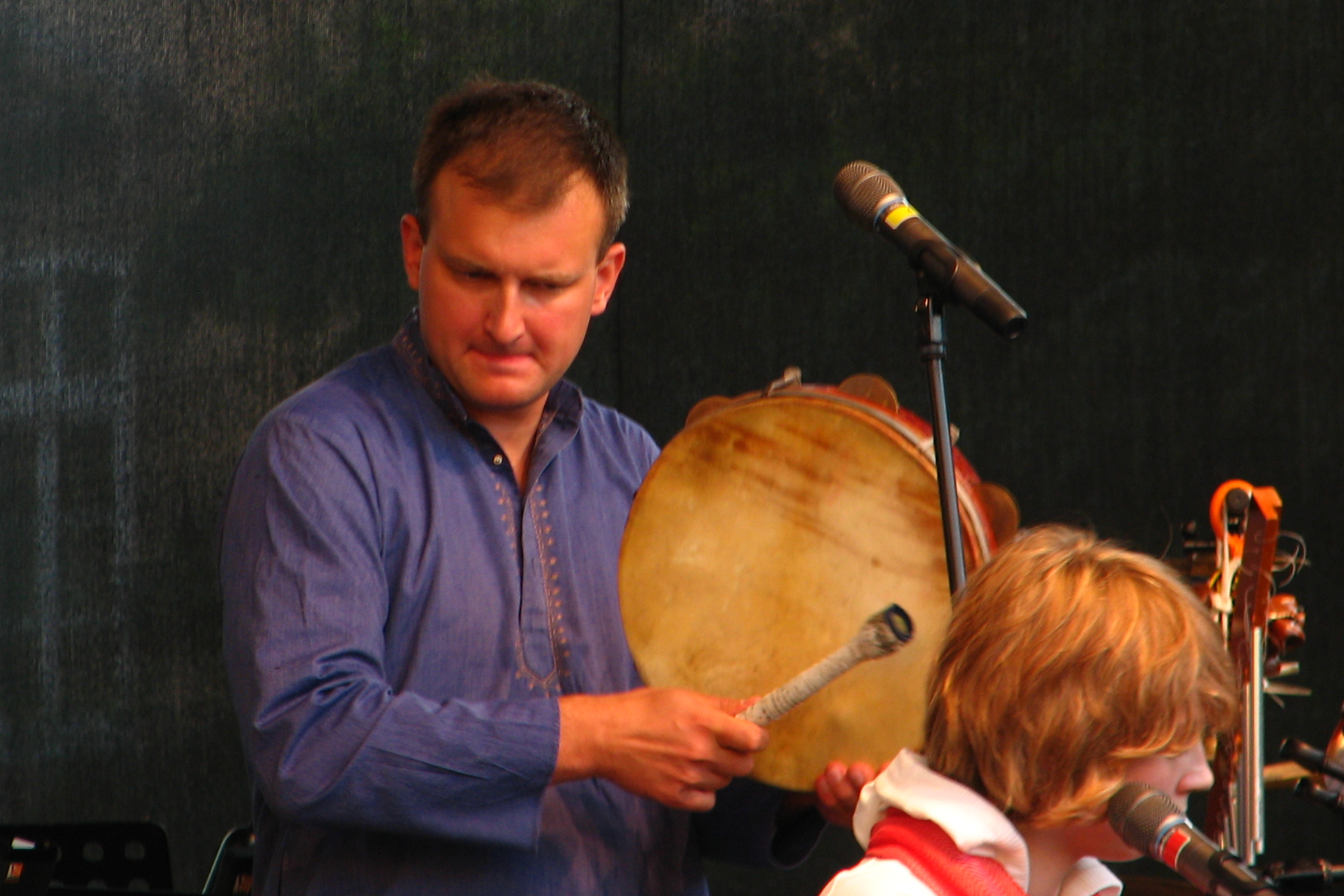
Występ w Krakowie na festiwalu Rozstaje - 2008 r.
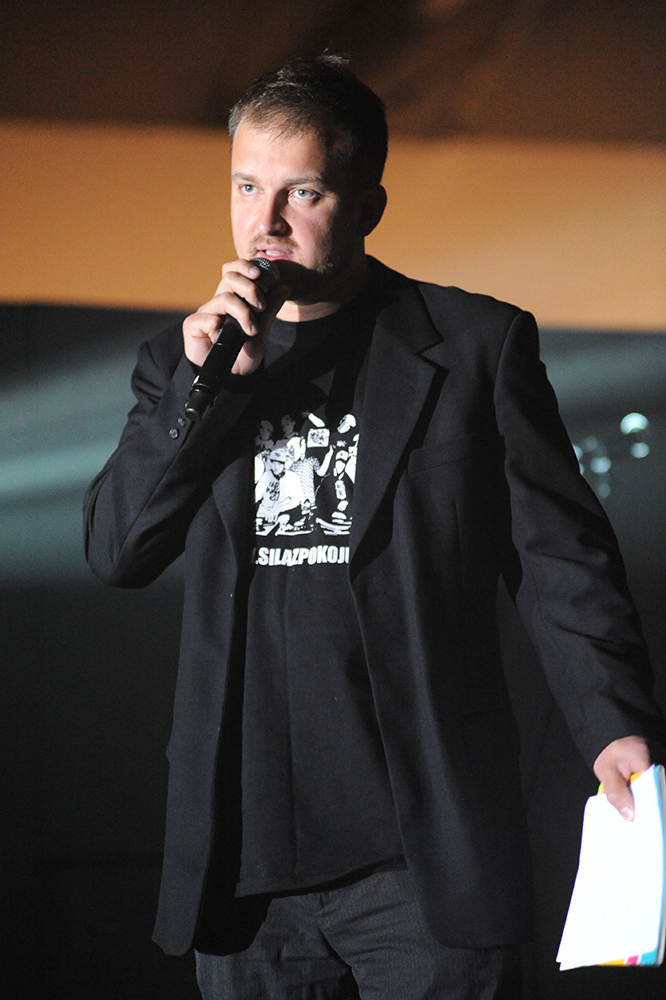
M.Szajkowski zapowiada koncert brazylijskiego artysty Marcio Faraco w Warszawie, wrzesień 2009 r.
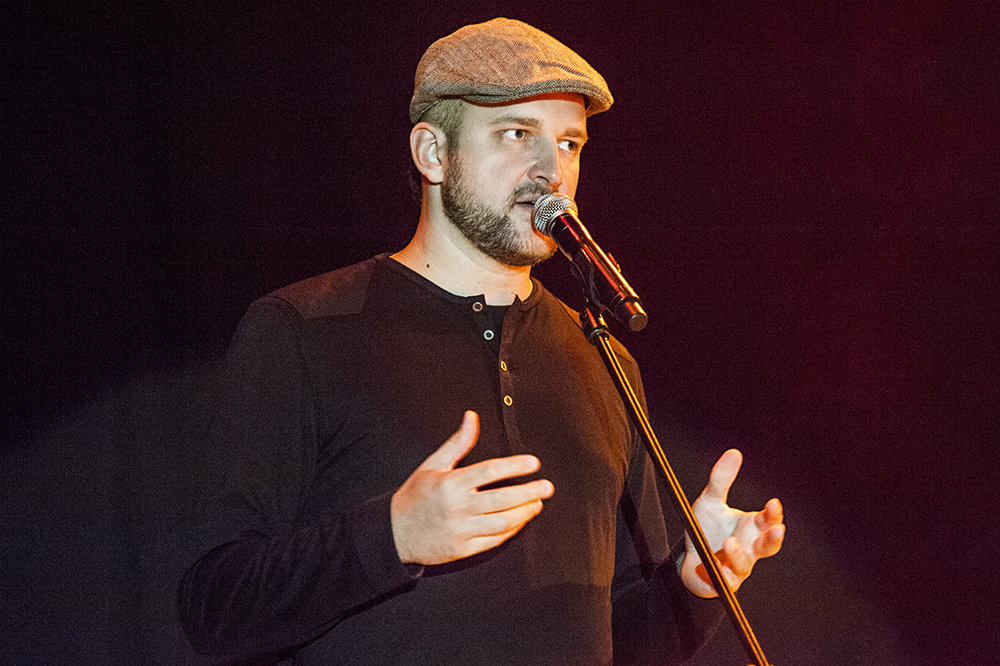
Konferansjer na Festiwalu Skrzyżowanie Kultur - Warszawa, wrzesień 2011 r.
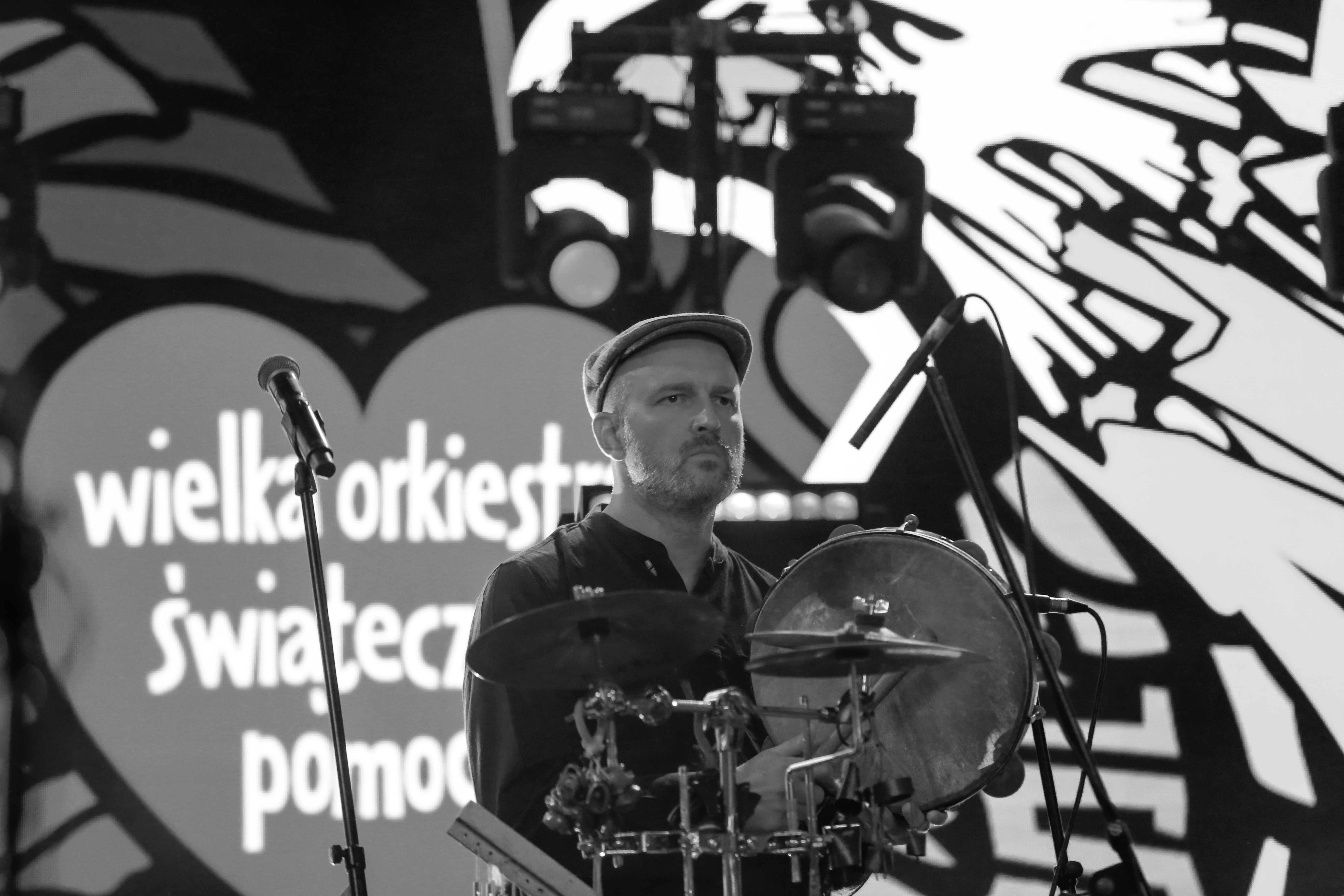
Na scenie w czasie imprezy Pol’and’Rock Festival w roku 2021.
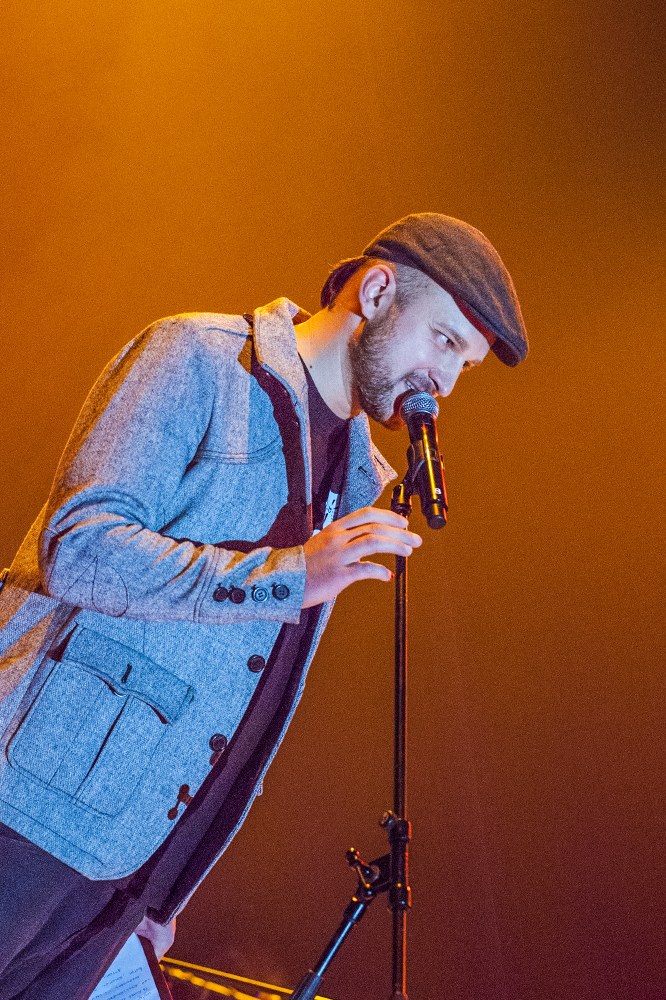
Warszawski Festiwal Skrzyżowanie Kultur - 2011 r.